# The Warrant (film 1911)
The Warrant è un cortometraggio muto del 1911 diretto da Joseph A. Golden. Il film, un western prodotto dalla Selig Polyscope, era interpretato da Otis Thayer, Virginia Eames e William Duncan.

## Produzione
Il film fu prodotto dalla Selig Polyscope Company.

## Distribuzione
Distribuito dalla General Film Company, il film - un cortometraggio della durata di dieci minuti - uscì nelle sale cinematografiche statunitensi il 18 luglio 1911.